# Médersa El Doghria
La médersa El Doghria (arabe : المدرسة الدغرية) est l'une des médersas de la médina de Tunis, construite sous le règne des Husseinites.

## Étymologie
Elle tire son nom de son fondateur, le cheikh Mohamed Al-Doghri (محمد الدغري), un riche bourgeois originaire de l'île de Djerba.

## Histoire
Elle est construite en 1928 (1347 de l'hégire) puis devient un habous dont la gestion est accordée aux descendants du fondateur. En 1932 (1351 de l'hégire), cet édifice est cédé à l'association des habous.